# Sanremo-Festival 2004
Die 54. Ausgabe des Festival della Canzone Italiana di Sanremo fand 2004 vom 2. bis zum 6. März im Teatro Ariston in Sanremo statt und wurde von Simona Ventura, Paola Cortellesi und Gene Gnocchi moderiert.

## Ablauf

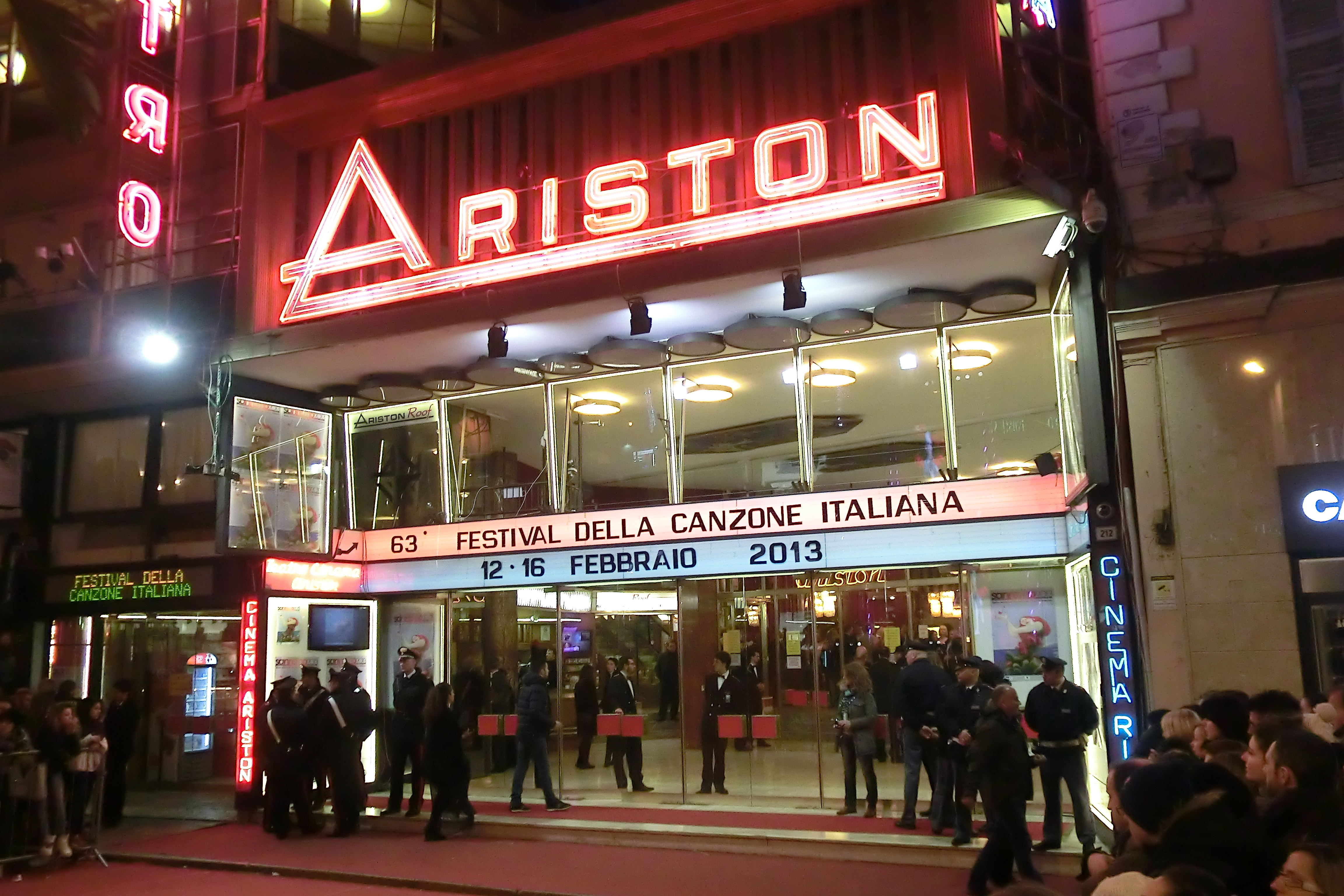
Das Ariston-Theater, Veranstaltungsort des Sanremo-Festivals

Nach dem wenig erfolgreichen Festival 2003 zog sich Pippo Baudo wieder von der Organisation zurück. Daraufhin betreute die Rai für 2004 den ehemaligen Sanremo-Sieger Tony Renis mit der künstlerischen Leitung. Renis zeichnete für einige radikale Änderungen verantwortlich: Er schaffte die Newcomer-Kategorie ab und ersetzte das bisherige Abstimmungssystem mit kombinierten Jurys durch reines Televoting. Die Moderation übernahmen Simona Ventura, Paola Cortellesi und Gene Gnocchi mit Beteiligung des Komikers Maurizio Crozza.
Die großen italienischen Plattenfirmen, repräsentiert durch die FIMI, befanden sich zu der Zeit in einem offenen Streit mit der Rai, weshalb sie (ausgenommen Universal) das Festival boykottierten. In der Folge waren 15 der 22 Teilnehmer erstmals beim Festival vertreten. Unter den wenigen bereits bekannten Namen waren Paolo Meneguzzi, Neffa, Mietta und Marco Masini. Als Gäste traten u. a. die Black Eyed Peas, Cirque du Soleil, Gino Paoli und Adriano Celentano auf.
Das Festival wurde von Publikum und Kritikern trotz der schwierigen Ausgangslage relativ positiv aufgenommen. Allerdings wurde es am Donnerstagabend erstmals in seiner Geschichte in den Einschaltquoten von einer Mediaset-Sendung überholt. Das Finale war vor allem durch den Auftritt von Adriano Celentano ein Erfolg; im Wettbewerb konnte sich Marco Masini mit L’uomo volante durchsetzen, der Kritikerpreis ging an Mario Venuti mit Crudele.

## Teilnehmende Beiträge
- Sieger

| Platzierung | Interpret                                   | Lied                         | Autoren                                                                  | Stimmen |
| ----------- | ------------------------------------------- | ---------------------------- | ------------------------------------------------------------------------ | ------- |
| 1           | Marco Masini                                | L’uomo volante               | Marco Masini, Beppe Dati, Goffredo Orlandi                               | 295.639 |
| 2           | Mario Rosini                                | Sei la vita mia              | A. Leone, Lino Patruno, C. Noto, L. Rana, G. Giorgilli                   | 152.479 |
| 3           | Linda                                       | Aria, sole, terra e mare     | Linda Valori, L. Bruti, M. Di Paolo, D. De Santis                        | 134.636 |
| 4           | Paolo Meneguzzi                             | Guardami negli occhi (prego) | Paolo Meneguzzi, Rosario Di Bella, Luca Mattioni, Dino Melotti           | 127.346 |
| 5           | Bungaro                                     | Guardastelle                 | Giuseppe Romanelli, Bungaro                                              | 75.613  |
| 6           | Massimo Modugno und Gipsy Kings             | Quando l’aria mi sfiora      | Mogol, Gianni Bella                                                      | 62.930  |
| 7           | Stefano Picchi                              | Generale Kamikaze            | Stefano Picchi                                                           | 61.343  |
| 8           | Morris Albert und Mietta                    | Cuore                        | Sergio Dall’Ora, Simone Boffa                                            | 51.362  |
| 9           | Neffa                                       | Le ore piccole               | Neffa                                                                    | 45.696  |
| 10          | Mario Venuti                                | Crudele                      | Mario Venuti, Kaballà                                                    | 45.545  |
| 11          | DJ Francesco                                | Era bellissimo               | Francesco Facchinetti, Stefano Lucato, Davide Primiceri, Alberto Rapetti | 32.422  |
| 12          | Simone                                      | È stato tanto tempo fa       | Simone Tomassini                                                         | 28.830  |
| 13          | DB Boulevard und Bill Wyman                 | Basterà                      | Alessio Ventura, Rossano Palù, Dario Benedetti                           | 28.611  |
| 14          | Andrea Mingardi und The Blues Brothers Band | È la musica                  | Andrea Mingardi, Maurizio Tirelli                                        | 26.018  |
| 15          | Omar Pedrini                                | Lavoro inutile               | Omar Pedrini                                                             | 25.585  |
| 16          | Daniele Groff                               | Sei un miracolo              | Daniele Groff, Marco Patrignani                                          | 24.103  |
| 17          | Adriano Pappalardo                          | Nessun consiglio             | Roberto Scarpetta, Adriano Pappalardo, Luca Chiaravalli, G. Moretti      | 23.237  |
| 18          | Veruska                                     | Un angelo legato a un palo   | Mogol, Rosario Bella, Gianni Bella                                       | 23.193  |
| 19          | Andrè                                       | Il nostro amore              | Andrè, Stefania Labate, Carmelo Labate                                   | 18.186  |
| 20          | Danny Losito und Las Ketchup                | Single                       | Donato Losito, Massimo Mariello                                          | 17.132  |
| 21          | Pacifico                                    | Solo un sogno                | Pacifico                                                                 | 15.300  |
| 22          | Piotta                                      | Ladro di te                  | Piotta, Emiliano Rubbi, Matteo Altomare                                  | 13.409  |

## Erfolge
Zwölf Festivalbeiträge konnten im Anschluss in die italienischen Singlecharts einsteigen. Noch erfolgreicher als der Siegertitel war Guardami negli occhi (prego) von Paolo Meneguzzi.

| Jahr | Titel Interpret                              | Höchstplatzierung, Gesamtwochen, AuszeichnungChartsChartplatzierungen (Jahr, Titel, Interpret, Platzierungen, Wochen, Auszeichnungen, Anmerkungen) | Anmerkungen |
| Jahr | Titel Interpret                              | IT | Anmerkungen |
| ---- | -------------------------------------------- | --- | ----------- |
| 2004 | Guardami negli occhi (prego) Paolo Meneguzzi | IT3 (19 Wo.)IT | Platz 4     |
| 2004 | L’uomo volante Marco Masini                  | IT8 (13 Wo.)IT | Platz 1     |
| 2004 | Crudele Mario Venuti                         | IT14 (8 Wo.)IT | Platz 10    |
| 2004 | Sei la vita mia Mario Rosini                 | IT23 (5 Wo.)IT | Platz 2     |
| 2004 | Le ore piccole Neffa                         | IT24 (3 Wo.)IT | Platz 9     |
| 2004 | Cuore Morris Albert & Mietta                 | IT25 (1 Wo.)IT | Platz 8     |
| 2004 | Sei un miracolo Daniele Groff                | IT26 (9 Wo.)IT | Platz 16    |
| 2004 | Era bellissimo DJ Francesco                  | IT28 (8 Wo.)IT | Platz 11    |
| 2004 | Generale Kamikaze Stefano Picchi             | IT34 (2 Wo.)IT | Platz 7     |
| 2004 | Basterà DB Boulevard                         | IT38 (6 Wo.)IT | Platz 13    |
| 2004 | È stato tanto tempo fa Simone                | IT38 (4 Wo.)IT | Platz 12    |
| 2004 | Un angelo legato a un palo Veruska           | IT48 (1 Wo.)IT | Platz 18    |

## Belege
1. ↑  Guido Racca & Chartitalia: Top 100 FIMI Singoli. Lulu, 2013.